# Wim Anderiesen
Wim Anderiesen (Amszterdam, 1903. november 27. – 1944. július 18.) holland válogatott labdarúgó. Fia Wim Anderiesen Jr. (1931–2017) szintén labdarúgó.
A holland válogatott tagjaként részt vett az 1934-es és az 1938-as világbajnokságon.